# Leo Gorcey
Leo Bernard Gorcey (3 de junio de 1917 - 2 de junio de 1969) fue un actor teatral y cinematográfico de nacionalidad estadounidense, famoso por su interpretación del líder de un grupo de jóvenes gamberros conocidos como los Dead End Kids, los East Side Kids y los The Bowery Boys. Siempre el miembro más agresivo de la banda, el joven Leo acabó siendo el prototipo cinematográfico del matón.

## Primeros años
Nacido en la ciudad de Nueva York, sus padres eran los actores de vodevil Josephine Condon y Bernard Gorcey. Educado en la fe judía, Leo tuvo un hermano también actor, David Gorcey. 

## Carrera cinematográfica
En los años treinta, el padre de Gorcey se separó de la familia mientras trabajaba en el teatro y el cine. En 1935 él y David convencieron a Leo para que hiciera un pequeño papel en la obra Dead End. Ante el relativo éxito de su padre, y habiendo perdido su trabajo como aprendiz de fontanero, Leo decidió probar a actuar. Leo y David fueron elegidos para encarnar a dos miembros de la banda East 53rd Place. Charles Duncan, que interpretaba a Spit, dejó la producción, y Leo, su suplente, se vio promocionado como actor.
En 1937 Samuel Goldwyn produjo una versión para el cine de la popular obra, y se llevó a los seis muchachos a Hollywood. Gracias a ello Gorcey pasó a ser uno de los actores de Hollywood más atareados de los siguientes 20 años, con actuaciones en las siguientes series cinematográficas:
- Dead End Kids, con un total de 7 filmes rodados entre 1937 y 1939, interpretando en los mismos a diferentes personajes.
- East Side Kids, entre 1940 y 1945, con un total de 21 títulos, interpretando en los mismos a Ethelbert "Muggs" McInnis/McGinnis/Maloney
- The Bowery Boys, con 41 películas rodadas entre 1946 y 1956, interpretando a Terence Aloysius "Slip" Mahoney

En las películas de The Bowery Boys, conocidos en Hispanoamérica como "La Pandilla del Barrio", el padre de Gorcey, Bernard Gorcey, interpretaba a Louie Dumbrowski, el diminuto propietario de la tienda de chucherías. El personaje de Leo Gorcey, "Slip", destacaba por su malapropismo y su siempre deliberado acento de Brooklyn. Entre los muchachos de la pandilla se destacaba el personaje interpretado por Huntz Hall, Horacio Debussy Jones "Sach" un joven alto, torpe con mirada extraviada, que realizaba un contrapunto, al estilo Oliver y Hardy o Los Tres Chiflados,  con Gorcey siendo "Slip" el líder gruñón y totalitario y "Sach" el tonto y gracioso.  
En 1939 Gorcey se casó con la bailarina de 17 años Kay Marvis, que actuaba en cuatro de sus películas para Monogram Pictures. La pareja se divorció en 1944, tras lo cual Marvis acabó siendo la segunda esposa de Groucho Marx. En 1949 Gorcey se casó con Amelita Ward, con la que había trabajado en Clancy Street Boys y Smugglers' Cove. El matrimonio tuvo un hijo, Leo Gorcey, Jr.
También en 1944, Gorcey tuvo un papel recurrente en el show radiofónico Past Blue Ribbon Town, protagonizado por Groucho Marx. En 1948 Gorcey hizo un pequeño papel en la sofisticada comedia cinematográfica So This Is New York, en la cual actuaban Henry Morgan y Arnold Stang.
En 1955, tras fallecer su padre en un accidente de tráfico, Gorcey empezó a beber. En una ocasión, estando bebido, destrozó un decorado y el estudio se negó a aumentarle el sueldo, tal y como él solicitaba. Por esa razón dejó los Bowery Boys, siendo reemplazado en las últimas siete películas por Stanley Clements. El hermano de Gorcey, David, siguió con la serie hasta el final de la misma en 1958.
En la década de 1960 Gorcey no hizo muchas actuaciones. Intervino en la comedia de 1963 El mundo está loco, loco, loco, compartiendo pantalla con Sid Caesar y Edie Adams en un pequeño papel como taxista. Las dos últimas actuaciones cinematográficas de Gorcey, en compañía de Huntz Hall, tuvieron lugar en dos producciones de bajo presupuesto: Second Fiddle To A Steel Guitar (1966) y The Phynx (1970).

## Últimos años
En 1967 Leo Gorcey publicó su autobiografía, titulada An Original Dead End Kid Presents: Dead End Yells, Wedding Bells, Cockle Shells, and Dizzy Spells. La edición original se limitó a 1.000 copias en tapa dura. Una edición de 2004, con prólogo de Leo Gorcey, Jr., también se limitó a 1.000 copias numeradas. Además, en 2003 Gorcey, Jr., publicó su propio libro acerca de su padre, Me and the Dead End Kid.
Leo Gorcey falleció a causa de una insuficiencia hepática el 2 de junio de 1969, un día antes de cumplir los 52 años, en Oakland (California). Fue enterrado en el Cementerio de Los Molinos (California).